# Nema Municipality
Nema Municipality är en kommun i Mikronesiska federationen.   Den ligger i delstaten Chuuk, i den västra delen av landet, 600 km väster om huvudstaden Palikir. Antalet invånare är 995.
Följande samhällen finns i Nema Municipality:
- Nema